# 星崎龍
星崎 龍（ほしざき りゅう、3月13日 - ）は、日本の漫画家、イラストレーター。秋田県出身、神奈川県在住。血液型AB型。ボーイズラブ作品を主に描く。

## 作品

### コミック
- 受難な日々
- 2×2 チャンネル
- CHILDISH
- 僕の恋愛計画
- CHERISH BOY

### 挿絵
- 少年お伽草子―聖月ノ宮学園秘話（空野さかな）
- プロミス―KINGDOM外伝（七穂美也子）
- 学園エトランゼ（空野さかな）
- 魔物な僕ら（空野さかな）
- KINGDOM（七穂美也子）
- 夢の冠 白の闇（松本祐子）
- PLANET―天王の策（七穂美也子）
- EREBUS（七穂美也子）
- Arcadia―海王の野望（七穂美也子）
- 凶星―いかなる星の下に（七穂美也子）